# Helicopsyche agnetae
Helicopsyche agnetae is een schietmot uit de familie Helicopsychidae. De soort komt voor in het Oriëntaals gebied.